# Жеребятино
Жеребятино — деревня в Гдовском районе Псковской области России. Входит в состав Первомайской волости Гдовского района.
Расположена на юго-востоке района, в 52 км к юго-востоку от Гдова, в 24 км к востоку от села Ямм и в 7 км к востоку от волостного центра, деревни Первомайская.

## Население
Численность населения деревни на 2000 год составляла 12 человек.